# Де Чаварри, Энрике
Энрике де Чаварри Родригес-Кодес (исп. Enrique de Chávarri Rodríguez-Codes, 10 января 1903, Мадрид — 28 апреля 1993, Мадрид) — испанский легкоатлет, выступавший в беге на короткие дистанции, хоккеист (хоккей на траве), полевой игрок. Участник летних Олимпийских игр 1928 года.

## Биография
Энрике де Чаварри родился 10 января 1903 года в Мадриде.
Играл в хоккей на траве за «Атлетико» из Мадрида.
В 1928 году вошёл в состав сборной Испании по хоккею на траве на летних Олимпийских играх в Амстердаме, поделившей 7-8-е места. Играл в поле, провёл 3 матча, забил 1 мяч в ворота сборной Германии.
Также выступал на Олимпиаде в лёгкой атлетике. В беге на 100 метров в 1/8 финала занял 3-е место среди 4 участников и выбыл из турнира. В эстафете 4х100 метров сборная Испании, за которую также выступали Хуан Серраима, Диего Ордоньес и Фернандо Муньягорри, в полуфинале заняла 5-е место среди 5 команд. Также был заявлен в беге на 200 метров, но не вышел на старт.
Умер 28 апреля 1993 года в Мадриде.

## Личный рекорд
- Бег на 100 метров — 11,5 (1928)[1]

## Семья
Младший брат Бернабе де Чаварри (1904—?) и двоюродный брат Хосе де Чаварри (1897—1989) также играли за сборную Испании по хоккею на траве, в 1928 году участвовали в летних Олимпийских играх в Амстердаме.